# Hijo de bruja
Hijo de bruja es una novela fantástica del escritor estadounidense Gregory Maguire. Es la quinta historia revisionista de Maguire y la segunda ambientada en la Tierra de Oz concebida por L. Frank Baum. Hijo de bruja continúa la historia tras la caída del poder del Mago de Oz y la muerte de Elphaba, relatando la vida de Liir, el hijo de Elphaba. El libro está dedicado al elenco de la versión musical de Broadway de Wicked.

## Contexto
Al igual que Wicked, Hijo de bruja presenta un lado más oscuro y maduro del mundo de Oz. En una entrevista incluida con el CD de audio de Hijo de bruja, Gregory Maguire dio dos razones para escribir el libro: «las muchas cartas de jóvenes fanáticos preguntando qué pasó con Nor, vista por última vez como prisionera política encadenada, y ver las fotografías de la tortura en Abu Ghraib.»

## Trama
Oatsie Manglehand descubre a un joven, gravemente herido y al borde de la muerte, al lado de un camino en Vinkus y lo lleva al claustro de Santa Glinda. La Maunt Superior reconoce al joven como Liir, el niño que dejó el claustro con Elphaba hace una década aproximadamente. La Maunt asigna a Candle, una joven quadling, para que cuide de Liir. Mientras se recupera, Liir le cuenta a Candle la siguiente historia:
Tras la muerte de Elphaba, Liir acompañó a Dorothy Gale y sus amigos de regreso a la Ciudad Esmeralda. Los demás se fueron a recibir lo que el Mago les había prometido, dejando a Liir solo. Liir pasó un tiempo buscando sin éxito a Nor, la hija de Fiyero que desapareció durante los eventos de Wicked. Tras vivir en las calles de la Ciudad Esmeralda por un tiempo, Liir se alistó en la Guardia Nacional. Durante su servicio, fue enviado en una misión de paz a País Quadling. Tras ser forzado a participar en la destrucción de una aldea quadling, Liir desertó de la Guardia Nacional y regresó al castillo de Kiamo Ko. Más tarde, los quadlings atacaron y mataron a la mayoría de los soldados, y se enviaron dragones para castigarlos.
Un día, la Princesa de los Cisnes aterrizó en Kiamo Ko, habiendo sido atacada por un depredador. Antes de morir, pidió a Chistery, el mono volador, que tomara su lugar en la Conferencia de los Pájaros. Chistery se negó y Liir decidió ir en su lugar. Mientras volaba en la escoba de Elphaba para llegar a la Conferencia, Liir fue atacado por dragones, quienes le quitaron la escoba. Liir cayó a tierra, donde Oatsie Manglehand lo encontró.
Después de que Candle escucha la historia de Liir, ambos huyen juntos y se establecen en una granja abandonada, que Candle nombra «Apple Press Farm». Liir asiste a la Conferencia de los Pájaros, donde descubre que los pájaros están siendo atacados. El nuevo Emperador de Oz teme el poder de las aves para difundir noticias por todo el país y ha enviado dragones para atacarlas. Liir acepta ayudar a la Conferencia a destruir a los dragones y recuperar la escoba.
De regreso en la Granja, Candle le dice a Liir que está embarazada, explicando que lo violó mientras estaba inconsciente. Liir se encuentra con su viejo amigo militar Trism bon Cavalish, de quien descubre que es responsable de entrenar a los dragones para realizar sus misiones asesinas. Liir convence a Trism para que lo ayude a matar a los dragones envenenando su comida. Recuperan la escoba y el manto de Elphaba y huyen de la ciudad.
Durante su huida, Liir y Trism se convierten en amantes. Terminan en el claustro de Santa Glinda, donde la Guardia Nacional los asedia. El convento se salva del ataque porque Glinda está allí de retiro. Con su ayuda, idean un plan para la fuga de la pareja: Liir volará en su escoba, mientras Trism se irá con Glinda, disfrazado como su sirviente. Liir vuela por Oz, recolectando y entrenando una enorme bandada de aves, que lidera hacia Ciudad Esmeralda. Sobre la ciudad, vuelan en formación como una gran representación de la Bruja.
Al regresar a casa, Liir se da cuenta de que el grafiti «¡ELPHABA VIVE!» que ha visto en la Ciudad Esmeralda está escrito con la letra de Nor. Cuando llega a la Granja «Apple Press Farm», Candle se ha ido, pero encuentra envuelto en el manto de Elphaba a un bebé recién nacido que inicialmente cree muerto, pero revive bajo su cuidado. Al sostener al bebé bajo la lluvia para lavar la sangre del nacimiento, esta «se limpia de color verde».
En una subtrama, Liir conoce al pueblo Scrow y a su líder, la Princesa Nastoya, un Elefante que tomó forma humana para esconderse del Mago. Ahora moribunda, Nastoya pide a Liir que encuentre una manera de devolverla a su forma de elefante.

## Personajes principales
Liir: El protagonista de la historia y el hijo de Elphaba y Fiyero. Liir es descrito como atractivo, alto, con cabello negro y piel pálida. Tiene catorce años al inicio de la novela, que abarca un período de más de diez años. La historia también revela que Liir es bisexual, teniendo relaciones románticas tanto con Trism como con Candle.
Candle: Una chica quadling que rara vez habla, y solo en su lengua nativa, Qua'ati (aunque entiende otros idiomas). Es una hábil intérprete del domingon, un instrumento musical quadling, y tiene un «talento para leer el presente».
Princesa Nastoya: La líder de los Scrow, una tribu de Vinkus. Es un elefante que se disfrazó en forma humana. Pide a Liir que encuentre una manera de devolverla a su forma de elefante antes de morir.
Trism bon Cavalish: Un viejo amigo militar de Liir y, más tarde, su amante. Trism tiene gran habilidad para entrenar dragones, aunque está angustiado por las tareas para las que los entrena.
Comandante Cherrystone: El oficial al mando de Liir en la Guardia Nacional. Se convierte en el mentor de Liir, lo que lleva a Liir a estar a cargo de la operación para quemar la aldea quadling de Bengda.
Oatsie Manglehand: Una mujer que dirige una caravana de caballos y carruajes que transporta pasajeros por el Sendero de las Praderas a través de Vinkus. Encuentra a Liir herido y lo lleva al claustro de Santa Glinda.
La Maunt Superior del Claustro de Santa Glinda: La Maunt Superior durante la estancia de siete años de Elphaba en el claustro. Durante el asedio del claustro, abdica como autoridad única del convento y establece un triunvirato formado por ella, la Hermana Doctora y la ausente Candle.
Yackle: Una anciana maunt que admite a Candle en el claustro y advierte a Liir del peligro inminente.
Chistery: El mono de nieve al que Elphaba enseñó a hablar y al que dio alas (convirtiéndolo en un Mono alado). Permanece en Kiamo Ko, cuidando de Nanny.
Shell Thropp/El Apóstol Emperador: El medio hermano de Elphaba, Shell es un dandi y gigoló (y quizás adicto al sexo). Se convierte en Emperador de Oz tras el asesinato del Espantapájaros.
Lady Glinda Chuffrey, nombre de soltera Arduenna Upland: Glinda es nombrada gobernante interina de Oz tras el derrocamiento del Mago, pero abdica en favor del Espantapájaros. Cuando su esposo Lord Chuffrey muere, Glinda se retira al claustro de Santa Glinda.
El Espantapájaros: Este personaje tiene un papel más importante en Hijo de bruja que el Hombre de Hojalata o el León Cobarde. Busca a Liir después de haber visto al Mago para advertirle que el barrio bajo en el que vive está a punto de ser «limpiado» por las autoridades, y le lleva la escoba de Elphaba.
Rain: La hija de Liir y Candle.

## Detalles de publicación
Hijo de bruja fue publicado originalmente el 1 de octubre de 2005 en formato de tapa dura por Regan Books. La edición en tapa blanda fue publicada en los Estados Unidos el 1 de enero de 2006. La primera edición en español fue publicada por Editorial Planeta en 2008. La traducción estuvo a cargo de Claudia Conde.

## Significado literario y crítica
En general, las reseñas de Hijo de bruja fueron mixtas. Algunos críticos elogiaron el libro por su mirada innovadora a un mundo fantástico imperfecto, mientras que otros criticaron la aparente falta de enfoque del libro. Sarah Smith, escribiendo para The Boston Globe, escribió: «Maguire lo ha hecho de nuevo: Hijo de bruja es tan perverso como puede serlo», pero Katharine Powers, para The Washington Post, lo calificó como «desequilibrado y sin rumbo». Kirkus Reviews mantiene un punto intermedio entre estas dos caracterizaciones, escribiendo: «El libro se esfuerza demasiado por deslumbrarnos; es considerablemente más desordenado y forzado que Wicked. … Demasiado largo, pero pocos lectores dejarán de seguir su curso mágico. Una vez más, el mito de Oz demuestra su poder duradero».
En 2011, Gay-Nerds.com nombró a Liir como el número 1 en su lista de los diez mejores personajes de libros LGBT.